# 美赛县

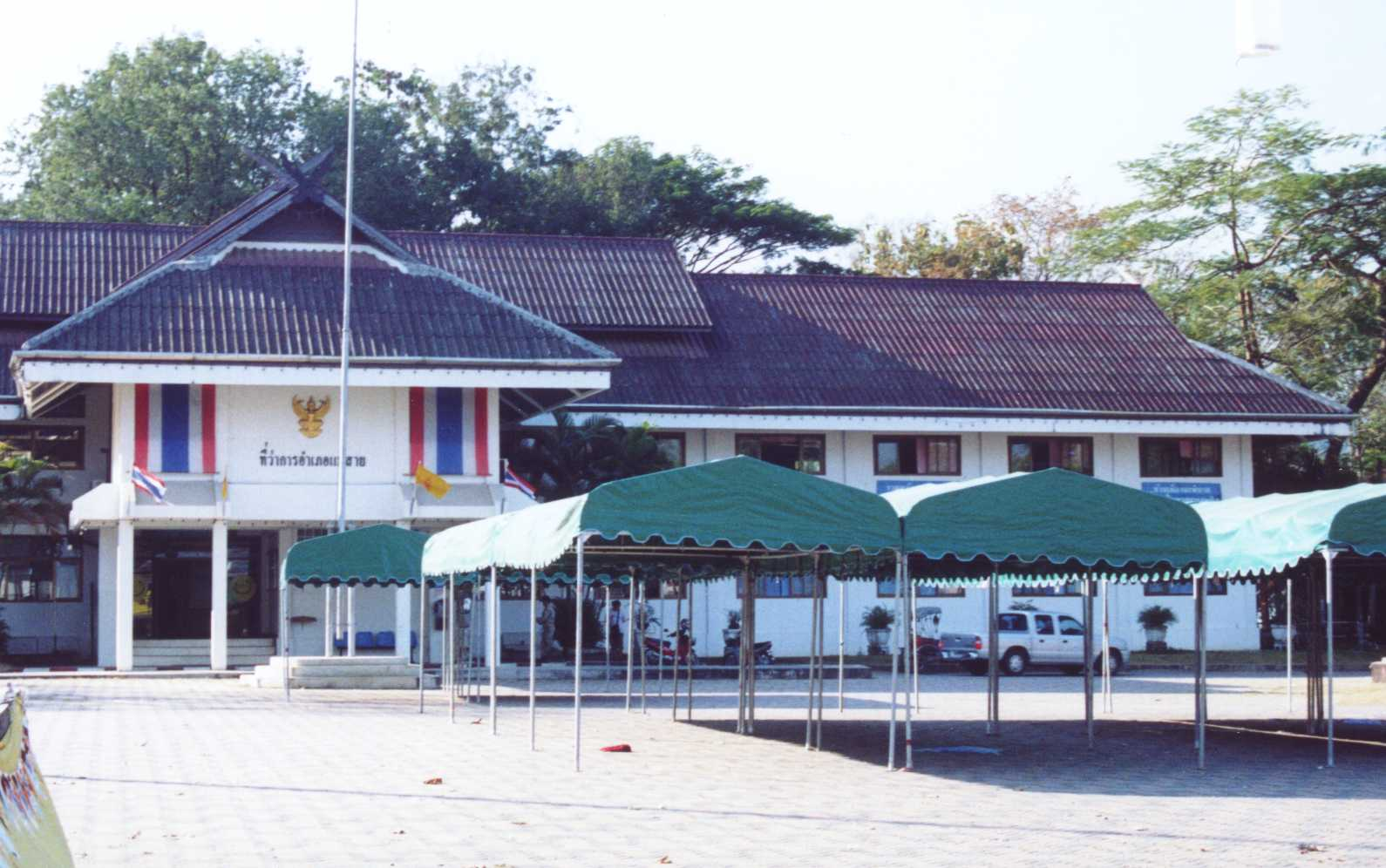
美赛县政府辦公樓

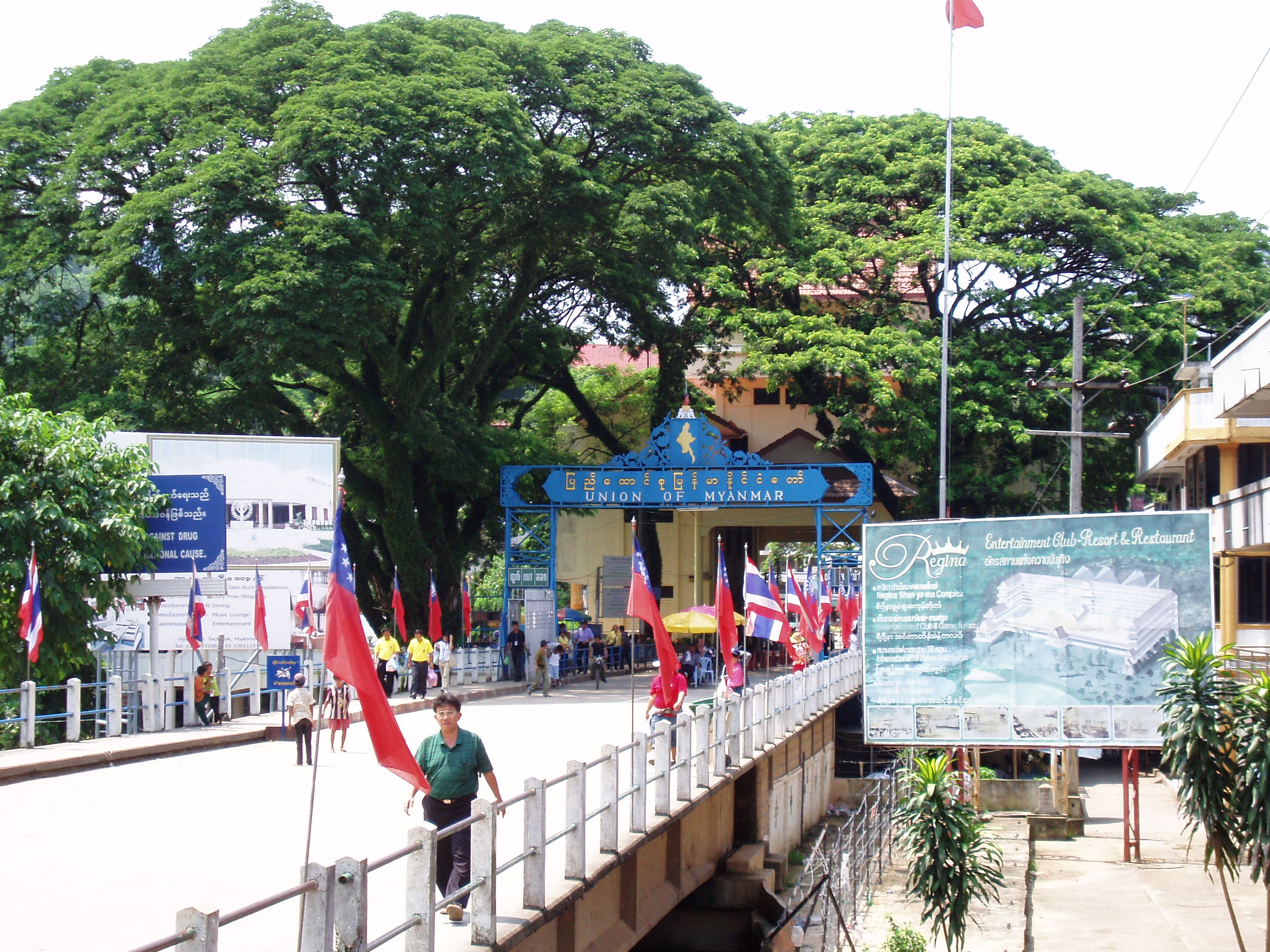
通往緬甸大其力的橋

美赛县，另译湄赛县，位於泰國北部的清萊府，它是泰國的最北端之一個县，與緬甸的大其力僅隔著一道美赛河，有橋連接兩地，兩國的公民在每天早上6:00至晚上6:00可互進對方境內五公里，兩鎮皆有熱鬧墟場，供觀光旅客購買土產及工藝品。
美赛口岸是泰国缅甸两地重要商业中心。口岸距离曼谷891公里。

## 觀光飯店
- 夜[2]柿皇后大酒店(Wang Thong)：擁有150間客房，房間設施包括：水吧、彩色電視機附有衛星電視節目。
- 睡美人洞